# Vaccinium striicaule
Vaccinium striicaule är en ljungväxtart som beskrevs av Herman Otto Sleumer. Vaccinium striicaule ingår i Blåbärssläktet, och familjen ljungväxter.

## Underarter
Arten delas in i följande underarter:
- V. s. adenodes
- V. s. pubiflorum